# Amata marjana
Amata marjana là một loài bướm đêm thuộc phân họ Arctiinae, họ Erebidae.